# يوسف حبشي الأشقر
أبو الرواية اللبنانيّة الحديثة. تلقّى دروسه الابتدائيّة والمتوسّطة في مدرسة بيت شباب، والثانويّة في المدرسة اليسوعيّة في بيروت، وتخرّج من جامعة القديس يوسف حاملاً شهادة في الحقوق والفلسفة. عمل في الصندوق الوطنيّ للضمان الاجتماعيّ. انضمّ إلى «جمعيّة أهل القلم» و «مجلس المتن للثقافة». قال: «الأسباب اللاّواعية التي جعلتني أختار القصّة ثم الرواية، القصّة للوصول إلى الرواية، هي أنّني تعوّدت القصّة في البيت. والدي إميل الأشقر كتب أربع عشْرة قصّة تاريخيّة، وكانت أوّل ما قرأت. رأيت أنّ القصّ يسمح لي أن أصنع ما أريد وكما أريد. القصّة تتناسب مع كسلي». كانت روايته الأولى أربعة أفراس حمر (1964) المعبر الذي سلكه ليكتب روايته الأهمّ والأفضل لا تنبت جذور في السماء (1971) وهي التي وضعته في لائحة الروائيّين البارزين المعاصرين، ثمّ الظلّ والصدى (1989). له مجموعات قصصيّة، من بينها: طعم الرماد (1952)- ليل الشتاء (1955)- الأرض القديمة (1962)- آخر القدماء (1985). قال شوقي عبد الأمير: «ما زال حبشي الأشقر يتربّع على قمّة جبل عالٍ ناءٍ ليس في لبنان وحسب، إنّما في الرواية العربيّة».